# Jorge Toledo
Jorge Gabriel Toledo Jofré (* 3. Februar 1975) ist ein ehemaliger chilenischer Fußballspieler.

## Karriere
Als linksfüßiger offensiver Mittelfeldspieler spielte Toledo zunächst in seiner Heimat für Fernández Vial und Huachipato, bevor er nach Indonesien auswanderte.
In Indonesien war er zwischen 2003 und 2007 aktiv, wobei er 2004 noch einmal für Fernández Vial spielte. Bei PSM Makassar traf er auf seinen Landsmann Oscar Aravena. Bei Persmin Minahasa spielte er gemeinsam mit einem weiteren Landsmann, Daniel Campos. Sein letzter Verein in Indonesien war Persitara Jakarta Utara.
Im Jahr 2007 verbrachte er einige Monate im thailändischen Fußball, bevor er nach Chile zurückkehrte und sich Municipal Iquique anschloss. Anschließend spielte er für Ñublense und Deportes Concepción.